# Henning Brandis
Henning Brandis (født 17. juli 1916 i Elberfeld, død 16. november 2004 i Bonn) var en tysk læge og mikrobiolog.
Han var professor i medicinsk mikrobiologi og immunologi og direktør for Institut for medicinsk mikrobiologi og immunologi ved Bonns Universitet fra 1967 indtil sin emeritering i 1984. Han var redaktør for Zeitschrift für Immunitätsforschung (nu Immunobiology) og medlem af Leopoldina. Han modtog Bundesverdienstkreuz i 1976.
Brandis var sønnesøn af den bekendte botaniker og skovadministrator Sir Dietrich Brandis, der trådte i britisk tjeneste og blev generalskovinspektør i Britisk Indien, og var oldebarn af filosoffen Christian August Brandis og tipoldebarn af den danske livlæge hos dronningen, Joachim Dietrich Brandis.